# Maurice Weber (Spielejournalist)
Maurice Hellmuth Dorian Weber (* 10. Februar 1991 in München) ist ein deutscher Videospieljournalist, YouTuber, Streamer, Moderator, Synchronsprecher und Podcaster bei Webedia Gaming. Bekannt wurde er vor allem als langjähriger Redakteur der GameStar und durch seine Präsenz auf der Streamingplattform Twitch.
2024 wurde er mit dem Deutschen Computerspielepreis als „Spieler des Jahres“ ausgezeichnet.

## Karriere
Bevor Weber 2012 seine Laufbahn als Praktikant bei der GameStar begann, sammelte er bereits Erfahrung u. a. als Teamlead für die Edain-Mod des Strategiespiels Der Herr der Ringe: Die Schlacht um Mittelerde 2, die 2015 zur "Mod of the Year" gekürt wurde. Nach seinem Studium in Kommunikationswissenschaften und der Beschäftigung als freier Autor bewarb er sich mit der typischen Hoffart, die noch heute sein Markenzeichen ist, auf einen festen Platz in der Redaktion.
Zusammen mit seinen Kollegen Dimitry Halley und Michael Graf startete er 2017 den GameStar-Podcast, der bis heute in Form von GameStar Talk weiterexistiert. Während seiner Zeit als Redakteur und Videoproduzent prägte er mit humorvollen Formaten wie „Die Spielejäger“ das Image des Magazins. Im Juni 2022 verließ er die Redaktion, um sich vollständig dem Livestreaming auf Twitch zu widmen. Dort hat er (Stand April 2025) über 140.000 Follower und eine durchschnittlichen Zuschauerzahl von 2.240. Auf YouTube erreicht sein Kanal mehr als 120.000 Abonnenten. Weber wird nach wie vor vom hauseigenen Influencer-Management Webedias, aktuell GetHero, vertreten.
2024 war Weber Teil der GamesWirtschaftsWeisen des Nachrichtenportals GamesWirtschaft. Im gleichen Jahr erhielt er außerdem eine Rolle als Synchronsprecher des "Schatzsuchers" in Volker Wertichs Pioneers Of Pagonia, für das auch Gronkh eingesprochen hat.

## Inhalte und Fokus

### Engagement
Mit dem Anspruch, durch seine journalistische Ausbildung einen besonderen Mehrwert zu bieten, konzentriert sich Weber besonders auf die Hintergründe der Spieleindustrie und gibt oft Einblicke in die Arbeitsweise der Branche als Ganzes. Zu Beginn seines Wochenend-Streams, meist am Samstag, fasst er die Geschehnisse regelmäßig als „Gaming-News der Woche“ zusammen.
Immer wieder spricht er sich dabei gegen schlechte Arbeitsbedingungen, Sexismus, Diskriminierung, moralisch fragwürdige Geschäftspraktiken (wie mit Hilfe psychologischer Erkenntnisse verschärfter Anwendung von Suchtmechaniken, in-Game-Käufe oder Glücksspiel) und für eine ethische Produktion und Vermarktung des Mediums aus, so zum Beispiel 2024 im Interview mit dem SPIEGEL:
"Da fließt viel Forschung und Hirnschmalz rein, in Richtung: Mit welchen psychologischen Mechanismen bekommen wir Leute dazu, möglichst viel Geld in Shops zu lassen? Und dann redet man sich diese Systeme schön, etwa damit, dass die Leute, die zum Beispiel diese Edelsteinpakete kaufen, bestimmt alle Ölscheichs seien. Wer Glücksspielmechanismen in sein Spiel einbaut, nimmt aber immer billigend in Kauf, damit auch psychologisch verwundbare Leute zu erwischen, die sich ihre Ausgaben eigentlich nicht leisten können."
"Aber die bloße Existenz von Menschen, die anders sind als du, ist nicht politisch. Dass die Debatte an einem Punkt ist, an dem bereits jene Existenz von Menschen wie eine politische Frage behandelt wird, deprimiert mich. Das sind nicht die Diskussionen über Spiele, die ich führen will."
(Laut eigener Aussage in diesem Interview und seinen YouTube-Videos will Weber sich dabei stärker auf Positives konzentrieren, "mehr Raum für Menschlichkeit" lassen und Kritik weniger "hämisch" formulieren.)
Im Zuge dieser Haltung erhielt er 2024 den Deutschen Computerspielepreis in der Kategorie „Spielerin/Spieler des Jahres“.
Am 28. Februar 2024 und am 1. März 2025 sammelte seine Community bei Spendenstreams zum Jahrestag des Krieges gegen die Ukraine insgesamt über 50.000 €.

### Themen
Thematisch behandelt Weber zwar mehr und mehr eine weite Palette aktueller Releases, konzentriert sich jedoch im Kern nach wie vor auf Strategie- und Aufbauspiele und ARPGs wie Diablo oder Path of Exile (2). Oft fokussiert er sich hier auf „die Leute, die die Spiele machen“ und ihre Perspektive – so lud er bereits mehrmals Siedler-Erfinder Volker Wertich oder Entwicklerinnen und Entwickler von 11bit (Frostpunk, This War of Mine), Buchwald Interactive (The First Explorers), Warhorse Studios (Kingdom Come: Deliverance) oder CD Projekt RED (The Witcher, Cyberpunk 2077) für Interviews, Promos oder gemeinsame Runden in seinen Stream ein. Auch Gespräche mit Fachleuten aus Journalismus, Technik oder Wirtschaft finden auf Webers Twitch-Kanal statt, z. B. ist er gelegentlich zu Gast im Podcasts „Eins und Null“ von Johanna Pirker und dem österreichischen Streamer „JessiRocks“, mit denen er auch privat befreundet ist. Auch der Gewinner des Deutschen Buchpreises 2023, Tonio Schachinger, stattete dem Stream bereits einen Besuch ab, um Fragen zu seinem Buch Echtzeitalter zu beantworten.
Obwohl Weber primär alleine unterhält, ist er oft in Mehrspieler-Events von z. B. PietSmiet ("Battle Of the Leaders"), HandOfBlood oder den RocketBeans zu sehen oder organisiert seine eigenen, wie das Ränkespiel oder die Magic Nights. 2024 und 2025 gewann er die deutsche Ausgabe des CIV-Gipfels und nahm an der ersten internationalen Runde, dem CIV World Summit teil. 2024 war Weber zudem im Zuge des Summer Game Fest als "Außenreporter" für Gronkh und PhunkRoyal in Los Angeles, um live vor Ort Interviews zu führen. Im Oktober war er zusammen mit Maxim Markow und Leon von Bonjwa Teil des deutschen Casts des Red Bull Wololo Turniers.

### Persona
Neben seinen tiefgründigen Talks und seiner Expertise für Strategie- und Mittelalterspiele ist Weber auch durch seine mehr oder weniger fiktive Persona als arroganter und intriganter Adeliger (und oft Nekromant) bekannt, die er in passenden Spielen als "Lord Mauritius von Weberlichingen" verkörpert. Dazu gehört auch die Bezeichnung seiner Community als "Weberknechte" und seiner Mods als "Die Inquisition". Das 2024 veröffentlichte Frostpunk 2 beinhaltet einen darauf basierenden Abgeordneten namens "Maurice Webb", der mit Weber zusammen entwickelt und ins Spiel eingebaut wurde.